# Cséke György (labdarúgó, 1983)
Cséke György (Nyíregyháza, 1983. április 7. –) magyar labdarúgó.

## Pályafutása
Az NB. I-be 2007. augusztus 29-én, a Nyíregyháza - Győr mérkőzésen lépett pályára. Összesen 13 NB. I-es mérkőzésen,  965 percet játszott.

## Edzői pályafutása
Magyarországon Cigándon fejezte be aktív labdarúgó pályafutását, majd z USA-ban a harmadosztályú Fort Lauderdale Storm FC-ben még játszott egy évet, majd Floridában telepedett le, és néhány éve edzőként tevékenykedik, egyéni képzéseket tart. 

## Sikerei, díjai
Budapest Honvéd FC
- Magyar kupa
  - döntős: 2009